# Mimetus notius
Espèce
Mimetus notius est une espèce d'araignées aranéomorphes de la famille des Mimetidae.

## Distribution
Cette espèce se rencontre aux États-Unis en Floride, en Caroline du Nord, en Louisiane et au Texas et au Canada en Ontario et au Québec,.

## Publication originale
- Chamberlin, 1923 : The North American species of Mimetus. Journal of Entomology and Zoology, vol. 15, p. 3-9 (texte intégral).